# 茨維托哈
50°14′46″N 26°56′52″E / 50.24611°N 26.94778°E
茨維托哈（烏克蘭語：Цвітоха），是烏克蘭西部的村莊，隸屬赫梅利尼茨基州的舍佩蒂夫卡區。該村始建於1520年，面積1.46平方公里，海拔高度225米，2001年人口926。